# Area metropolitana di Padova
La Comunità metropolitana di Padova è un'area metropolitana, costituita dall'area urbana avente come fulcro il comune di Padova.
Con una popolazione di 406 228 abitanti, essa è l'area urbana più popolosa del Veneto e del Triveneto, davanti a Venezia e Verona, città che presentano un maggior numero di abitanti nel territorio comunale, ma che non posseggono un agglomerato urbano continuo ed omogeneo.
Co.Me.Pa. (Conferenza Metropolitana di Padova) è  un patto territoriale volontario sottoscritto nel 2003 tra il comune di Padova ed i comuni limitrofi, per la gestione del territorio e della mobilità.

## Comuni dell'area metropolitana di Padova

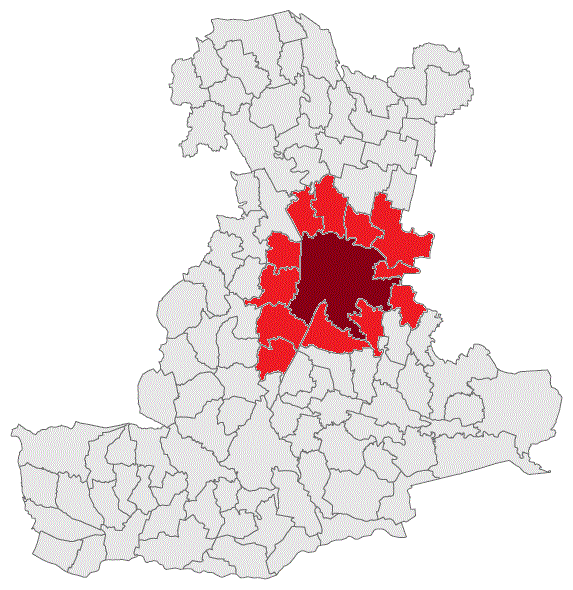
Comuni dell'area metropolitana all'interno della Provincia di Padova

Lista dei 13 comuni parte dell'area metropolitana cittadina, basata sull'adesione al PAT e sulla rete di trasporti urbani.
| Comune            | Popolazione | Superficie (in km²) | Densità |
| ----------------- | ----------- | ------------------- | ------- |
| Padova            | 206 557     | 93,03               | 2 256   |
| Abano Terme       | 19 868      | 21,41               | 934     |
| Albignasego       | 26 006      | 21,16               | 1 223   |
| Cadoneghe         | 15 875      | 12,93               | 1 263   |
| Limena            | 7 912       | 15,16               | 520     |
| Montegrotto Terme | 11 357      | 15,37               | 740     |
| Noventa Padovana  | 11 513      | 7,08                | 1 608   |
| Ponte San Nicolò  | 13 354      | 13,52               | 1 002   |
| Rubàno            | 16 631      | 14,51               | 1 122   |
| Saonara           | 10 531      | 13,54               | 769     |
| Selvazzano Dentro | 23 005      | 19,52               | 1 176   |
| Vigodarzere       | 13 082      | 19,92               | 655     |
| Vigonza           | 22 954      | 33,32               | 686     |
| TOTALE            | 398 623     | 300,47              | 1 326   |

Nel 2018 Co.Me.Pa. con l'adesione del comune di Vigonovo (VE), confinante con la città di Padova, arriva ad includere 20 comuni con una popolazione complessiva di circa 460 000 abitanti e 418 km² di superficie.

## Trasporti

### Strade e autostrade
L'area metropolitana è circondata da un anello di tangenziali che formano il Grande Raccordo Anulare di Padova, il cui sviluppo supera i 30 km. Per circa l'80% del percorso è composto da quattro corsie principali più due di emergenza, in prossimità di Padova Est le corsie diventano sei più due. È in progetto l'affidamento della gestione l'intero sistema cittadino di tangenziali alla società Autostrada Brescia-Padova S.p.A.
Padova si trova all'incrocio di due autostrade importanti:
- A4 Milano-Venezia, gestita dalla società Autostrada Brescia-Verona-Vicenza-Padova e dalla Società delle Autostrade di Venezia e Padova;
- A13 Bologna-Padova, gestita da Autostrade per l'Italia.

Nell'area sono presenti 4 uscite autostradali: quelle di Padova Est e Padova Ovest sulla A4, la Padova Sud all'imbocco della A13 e la Padova Zona Industriale sul raccordo tra le due autostrade, che lambisce la periferia sud-orientale.

### Ferrovie
L'area metropolitana è dotata di varie stazioni ferroviarie, la principale delle quali è la stazione di Padova. Altre stazioni sono Padova Campo di Marte e Padova Interporto. Sull linea Padova-Calalzo si trova la stazione di Vigodarzere e sulla linea Padova-Bologna la stazione di Montegrotto-Terme Euganee.
È in fase di costruzione la nuova fermata Padova San Lazzaro a servizio dell'omonimo quartiere, con contestuale chiusura della stazione di Ponte di Brenta che è stata sostituita dalla Stazione di Busa di Vigonza.

### Aeroporti
A Padova è presente l'aeroporto Gino Allegri, non servito da voli di linea regolari. È principalmente utilizzato dall'aviazione militare e, soprattutto, per i voli sanitari a supporto dell'attività del policlinico cittadino. È anche sede di un aeroclub, che organizza voli privati in piccoli aerei ad ala fissa, voli di alianti e scuole guida sia per tali piccoli aerei che per gli alianti.

### Trasporto pubblico
Il sistema del trasporto pubblico è gestito da BusItalia Veneto ed è costituito da una linea tranviaria, che serve il centro storico della città ed i suoi principali monumenti collegandolo con la periferia Nord (Pontevigodarzere) e Sud (Guizza), e da una rete di autolinee urbane e suburbane.
Il servizio interurbano su gomma è gestito mediante autocorse della medesima società, ed anche da Actv, Mobilità di Marca e Svt Società Vicentina Trasporti.